# 박현석 (기자)
박현석(1979년 4월 16일 ~ )은 대한민국의 기자이다. 

## 생애
1979년 4월 16일 서울특별시에서 출생하여 대원외국어고등학교 졸업과 연세대학교 영어영문학과 학사 출신인 그는 2006년 10월 SBS의 공채로 입사하여 사회부, 법조부 등에서 기자로 근무하고 있다. 2018년 7월 2일부터 2020년 12월 31일까지 평일 모닝와이드 1부, 2부를 진행했다.

## 학력
- 대원외국어고등학교 프랑스어과
- 연세대학교 영어영문학과 학사

## 경력
- 2006 SBS 입사
- 2007 SBS 사회부 기자
  - 2008 SBS 보도국 정책사회부 기자
  - 2012 SBS 보도국 시민사회부 기자
- 2013 SBS 보도국 경제부 기자
- SBS 편집부 기자
- SBS 보도본부 뉴스제작국 기자
- SBS 보도본부 시민사회부 기자

## 출연작
- 2016년 2월 27일 ~ 2016년 12월 18일 : 주말 SBS 8 뉴스
- 2017년 4월 20일 ~ 2017년 4월 26일 : SBS 오 뉴스 대리 진행
- 2018년 7월 2일 ~ 2020년 12월 31일 : 모닝와이드 아침뉴스